# Lettere di philosophia naturale
Lettere di philosophia naturale (Cartes de filosofia natural en català) és un tractat en forma epistolar de Camilla Erculiani publicat el 1584 a Cracòvia. Erculiani explora en l'obra teories alternatives del camp de la filosofia natural, qüestionant la doctrina científica i teològica establerta amb diversos debats sobre meteorologia, la posició de Venus, astrologia, la causa científica rere el diluvi universal bíblic, la medicina paracelsiana, alquímia i la formació dels arcs de Sant Martí.
L'obra està dedicada a Anna Jagelló (1523–96), reina de Polònia, defensora del desenvolupament de les dones en disciplines científiques. És probablement el primer exercici publicat sobre filosofia natural escrit per una dona italiana.